# Rejon biłohirski (obwód chmielnicki)
Rejon biłohirski – dawna jednostka administracyjna wchodząca w skład obwodu chmielnickiego Ukrainy.
Rejon miał powierzchnię 800 km² i liczył około 31 tysięcy mieszkańców. Siedzibą władz rejonu była Biłohirja.
Na terenie rejonu znajdowały się 2 osiedlowe rady i 23 silskie rady, obejmujące w sumie 72 miejscowości.
Rejon został zlikwidowany w ramach reformy administracyjnej 7 lipca 2020 r., a miejscowości rejonu znalazły się w nowo utworzonym rejonie szepetowskim.

## Spis miejscowości
- Bajmaki (Баймаки)
- Biłohirja (Білогір'я)
- Borowica Mała (Мала Боровиця)
- Borowica Wielka (Велика Боровиця)
- Choroszów (Хорошів)
- Czerwone (Червоне)
- Daniłówka (Данилівка)
- (Денисівка)
- Dzierżaki (Держаки)
- Dzwonki (Дзвінки)
- Didkowce (Дідківці)
- Dowhałówka (Довгалівка)
- Hulowce[2] (Гулівці)
- Hurszczyzna (Гурщина)
- Janówka (Іванівка)
- Jampol (Ямпіль)
- Juwkowce (Ювківці)
- (Юрівка)
- Józefowce (Йосипівці)
- Kaletyńce Małe(Малі Калетинці)
- Kaletyńce Wielkie (Великі Калетинці)
- Kalinówka (Калинівка)
- Karasicha (Карасиха)
- Karpiłówka (Карпилівка)
- Kaszczeńce (Кащенці)
- Kwitnewe (Квітневе, dawniej Biesówka[3])
- Kozin (Козин)
- Korytne (Коритне)
- Kornica (Корниця)
- Kurzanki (Кур'янки)
- Międzygórze
- Laski (Ліски)
- Łepesiwka (Лепесівка)
- Miklasze (Миклаші)
- Mokrowola (Мокроволя)
- Moskalówka (Москалівка)
- Nadyszeń (Надишень)
- Nowosemenów (Новосеменів)
- Noryłów (Норилів)
- Okniany (Вікнини)
- Olszanica[4] (Вільшаниця)
- Okop[5] (Окіп)
- Pańkiwci (Паньківці)
- Pererosłe (Переросле)
- Pohorylce (Погорільці)
- Semenów[6][7] (Семенів)
- Siwki[8] (Сивки)
- Siniutki (Синютки)
- Sosnówka (Соснівка)
- Sosnóweczka(Соснівочка)
- Stawiszczany[9][10] (Ставищани)
- Stawek (Ставок)
- Stefanówka (Степанівка)
- Suszowce[11] (Сушівці)
- Szelwów (Шельвів)
- Szymkowce (Шимківці)
- Szuńki (Шуньки)
- Tychoml (Тихомель)
- Trościanka (Тростянка)
- Ukrainka (Українка)
- Wołoskie (Міжгір'я)
- Warzywodki (Вариводки)
- Wieśniane (Весняне)
- Wincentowo (Вікентове)
- Wodziczki (Водички)
- Worobijówka (Воробіївка)
- Wiązowiec (В'язовець)
- Zahorce[12][13] (Загірці)
- Zahreble (Загребля)
- Zakot (Закіт)
- Załęże (Залужжя)
- Zarzecze (Заріччя)
- Zińki (Зіньки)
- Żemielińce[14] (Жемелинці)
- Żyżnikowce (Жижниківці)